# Vance Joy
Vance Joy, właśc. James Keogh (ur. 1 grudnia 1987 w Melbourne) – australijski piosenkarz indie rockowy i folkowy oraz autor piosenek. Zyskał szeroką popularność dzięki nagraniu Riptide.
W latach 2008–2009 był zawodnikiem drużyny futbolu australijskiego, Coburg Football Club z Coburga (City of Moreland w aglomeracji Melbourne). W 2008 r. zdobył nagrodę klubu dla najlepszego debiutującego. Studiował prawo na Monash University w Melbourne (tytuły Bachelor of Arts i Bachelor of Laws).

## Pseudonim
Vance Joy to jeden z bohaterów noweli Petera Careya pt. Bliss. Pomimo że jest to postać epizodyczna, to na Jamesie Keoghu zrobiła wrażenie, tak że postanowił wykorzystać jej nazwisko jako własny pseudonim artystyczny.

## Dyskografia
Albumy
- 2022: In Our Own Sweet Time
- 2018: Nation Of Two
- 2014: Dream Your Life Away

EP
- 2013: God Loves You When You're Dancing

Single
- 2014: Wasted Time, First Time, Mess Is Mine
- 2013: Riptide, From Afar